# Grand Slang
A Grand Slang ingyenes sans-serif betűtípus. Nikolas Wrobel német betűtípus-tervező alkotta meg, és 2019. szeptember 1-jén adta ki a Nikolas Type betűtípus-fejlesztő cég.
A Grand Slang (IPA /ɡɹˈænd slˈæŋ/) tervezése a 20. századi amerikai kalligráfiából, valamint az amerikai kalligráfusok, Oscar Ogg és William Addison Dwiggins munkájából származik. Az elemek szintén a tervező személyes gyűjteményéből és az 1940-es és 1950-es évek amerikai filmjeinek tábláiról származnak.
A betűtípus antikva és groteszk jellegzetességeit ötvözi, kézírással és tiszta geometriai formákkal egyesítve. Egyensúlyt mutat a stabilitás és a rugalmasság között, több mint 310 glifát tartalmazva, beleértve a kis- és nagybetűket, számokat, írásjeleket, hangsúlyokat, diakritikus jeleket, ligatúrákat és szimbólumokat.
A Grand Slang név az angol grand (nagy) és slang (argó) szavakból áll. Az amerikai és brit argóban a grand szó ezer dollárra vagy fontra utal.
A Grand Slang betűtípus elérhető az OpenType és a Web Open Font Format fájlformátumokban digitális letöltésre, alkalmas grafikára, webdizájnra, alkalmazásokra és e-könyvekre.
Támogatja a latin ábécé alapján írott európai nyelveket, és saját szoftverlicenccel rendelkezik, korlátozva a felhasználást és a szoftverhasználatra vonatkozó feltételeket a szoftverlicenc megállapításainak megfelelően.